# موت الأدب (كتاب)
موت الأدب (كتاب) The Death of Literature، موت الأدب هو كتاب صدر عام 1990م للناقد الأدبي الأمريكي والأستاذ ألفين كيرنان. ويتناول كيرنان في الكتاب ظروف وأسباب ما يوصف بموت "الأدب القديم" للرومانسية والحداثة. ومن بين الأسباب التي يأخذها في الاعتبار المناهج النظرية الحديثة مثل التفكيك، وتسييس
النقد، وصعود الثقافة التلفزيونية.

## تقديم
لاحظ ريتشارد لانهام، وهو يراجع كتاب "موت الأدب في اللغة الإنجليزية الجامعية"، "يأس كيرنان " ووجد أن نقد كيرنان للتقنيات الرقمية مضلل. وكتب لانهام: "إن كيرنان أصم وأعمى طوال الوقت بالنسبة لمدى قوة تأثير الكلمة الإلكترونية على التاريخ الغربي". "إن الانتقال من الكتاب المطبوع إلى الشاشة الإلكترونية يجعلنا نرى، كبداية، التشوهات التي نمارسها على قصائد مثل الإلياذة، أو مسرحيات مثل هاملت، من خلال تثبيتها في الطباعة وفي روح الطباعة." ومع ذلك، فقد وجد لانهام نقاط قوة في كتاب كيرنان: "لدى كيرنان أيضًا العديد من الأشياء الحساسة ليقولها عن بيروقراطية التعلم، وخاصة الدراسة الأدبية. فهو يرى بوضوح أن الدراسة الأدبية ستخضع لنفس إعادة توجيه الطاقة وتآكل المعرفة". الغرض الذي يخضع له كل النشاط البشري عندما يكون بيروقراطيًا للغاية، وسوف يشعر بشكل خاص بالتناقض المحرج بين موقفه المعارض الدائم تجاه السلطة القائمة وشخصيته ولغته البيروقراطية بشكل متزايد.
وجد لورانس ليرنر، الذي يكتب في الأدب المقارن، أن كتاب كيرنان جزء من كتب أخرى كتبها "الباحث البارز المتقاعد، الذي يضع تاجًا على جهد عمره من خلال نشر كتاب عن حالة الدراسات الأدبية اليوم، بشكل أقل دقة". تم توثيقه على أنه الأعمال المستفادة التي اكتسبت سمعته، وغالبًا ما تكون جدلية في نيته، والتي، مع الحظ، قد ينتهي بها الأمر إلى قوائم أفضل الكتب مبيعًا. يناسب كتاب ألفين كيرنان هذا النمط، وسواء أصبح من أكثر الكتب مبيعًا أم لا. سيأخذ مكانه بين أفضل هذه الأعمال علمًا وأفضلها كتابًا.
قدم بيتر إريكسون، الذي كتب في نقد، تقييمًا قاسيًا لكتاب كيرنان، ووجده مكتوبًا في بعض الأحيان "بأسلوب سطحي وجذاب لتقارير الصحف الشعبية". كما وجد إريكسون أن وجهة نظر كيرنان حول موت الأدب ترجع إلى إهمال كيرنان للموضوع. آداب الأقليات: "خلافًا لموقف كيرنان، فإن الأدب حي جدًا. لكن حياته تحولت إلى حد كبير إلى آداب الأقليات الناشئة.. لا يستطيع كيرنان إهمال التطورات الأدبية الجديدة الكبرى إلا من خلال رؤيتها على أنها غير قانونية، أدنى شأنا، وعرضية. هذا التصور يتضمنه التلميح المشؤوم والمكثف إلى "الكتابات الأقل شهرة" في مواجهة "الصفات الفكرية التقليدية التي تمثلها كلاسيكيات الأدب مقابل القيم الاجتماعية للمساواة بين الجنسين والعرق التي تمثلها كتابات أقل شهرة".
كتب جيه روبرت بارث : "هذا كتاب غريب ومشدد". ومضى بارث في التشكيك في حقيقة التقييم الكئيب لأقسام الأدب الجامعي في كيرنان. "الحجة الرئيسية لكرنان هي أن الثورة ذات القاعدة العريضة، التي كانت طاقتها الدافعة "ماركسية كلاسيكية"، أطاحت "بالأدب القديم بمعتقداته الغريبة عن العباقرة المبدعين، والأعمال الفنية الشهيرة، والأساطير، والمعاني الأبدية".... لكن يبدو أن كيرنان لا يدرك وجود حل وسط بين الاستسلام الكامل لـ "الثورة" - وهو ما أقترح أن عددًا قليلًا جدًا من الإدارات قبلته - وبين تقييم أكثر مسؤولية لرؤى النظرية النقدية الجديدة.
ذكر سانفورد بينسكر، وهو يراجع الكتاب ، أن "المرء يصل إلى عنوان يلفت الانتباه مثل موت الأدب مع قدر معين من الشك". وأضاف بينسكر: "النقطة البارزة في عمل كيرنان". الأطروحة هي أن موت الأدب القديم يجب أن يُفهم "ليس كفعل مذنب ولكن كجزء من تغيير ثقافي واسع النطاق". واختتم بينسكر قائلاً: "هناك أسباب وجيهة لاعتبار تقرير كيرنان الذكي والاستفزازي والرائع تمامًا". عن موت الأدب مبالغ فيه إلى حد كبير."
وجد دي بي جونز في دراسات اللغة الحديثة أن موت الأدب هو "كتاب شجاع ومتين"، وذكر أن كيرنان "يقدم حججًا أفضل من العديد من منتقدي الأدب لنسبية سلطته".
راجع جون راماج الكتاب في مجلة روكي ماونتن ريفيو للغة والأدب، وخلص إلى أن "الكثير من المتعة الكبيرة التي يمكن اكتسابها من قراءة موت الأدب تنبع من قوة نثر كيرنان، والذي بدوره يتبع إلى حد كبير من "حسم أحكام كيرنان الأخلاقية. فهو أقل اهتمامًا بتتبع طريقه من خلال الحجج المتاهة للنقاد المعاصرين أكثر من اهتمامه بالحكم على العواقب الاجتماعية لأيديولوجياتهم."
وجد فرانك ماكونيل في مجلة ويلسون الفصلية أن كتاب كيرنان يُقارن بشكل إيجابي مع كتابين آخرين من أكثر الكتب مبيعًا من تأليف أساتذة العلوم الإنسانية، وكلاهما نُشر قبل سنوات قليلة من موت الأدب، وهما كتاب آلان بلوم إغلاق العقل الأمريكي (1987) وكتاب إي دي هيرش الثقافي: ما يحتاج كل أمريكي إلى معرفته (1987). "كيرنان أكثر أصالة من بلوم أو هيرش. فهو يلقي باللوم في سقوط الثقافة على الشعراء والنقاد الذين ينبغي أن يكونوا أوصياء عليها. إذا كنا ننهار في همجية جديدة، يقول كيرنان إن ذلك يرجع إلى حد كبير إلى الفنان المنعزل عن المجتمع الذي كل قول، مهما كان فاحشًا، يمكن تبريره فقط لأنه يطلق على نفسه اسم الفنان، والجزء من التقليد الأدبي الذي يتركه "الفنان" دون أن يصاب بأذى، ينهيه الناقد.
روبرت هابتمان، وهو يراجع موت الأدب في الأدب العالمي اليوم، خلص إلى أن "موت الأدب هو تعليق مفيد، وثاقب في كثير من الأحيان على الفكر الحالي حول النقد والأدب والمجتمع. وسوف يحفز عقل أي شخص لديه الذات- الانضباط لإيقاف تشغيل التلفزيون أو الكمبيوتر."